# Filtre bombolla

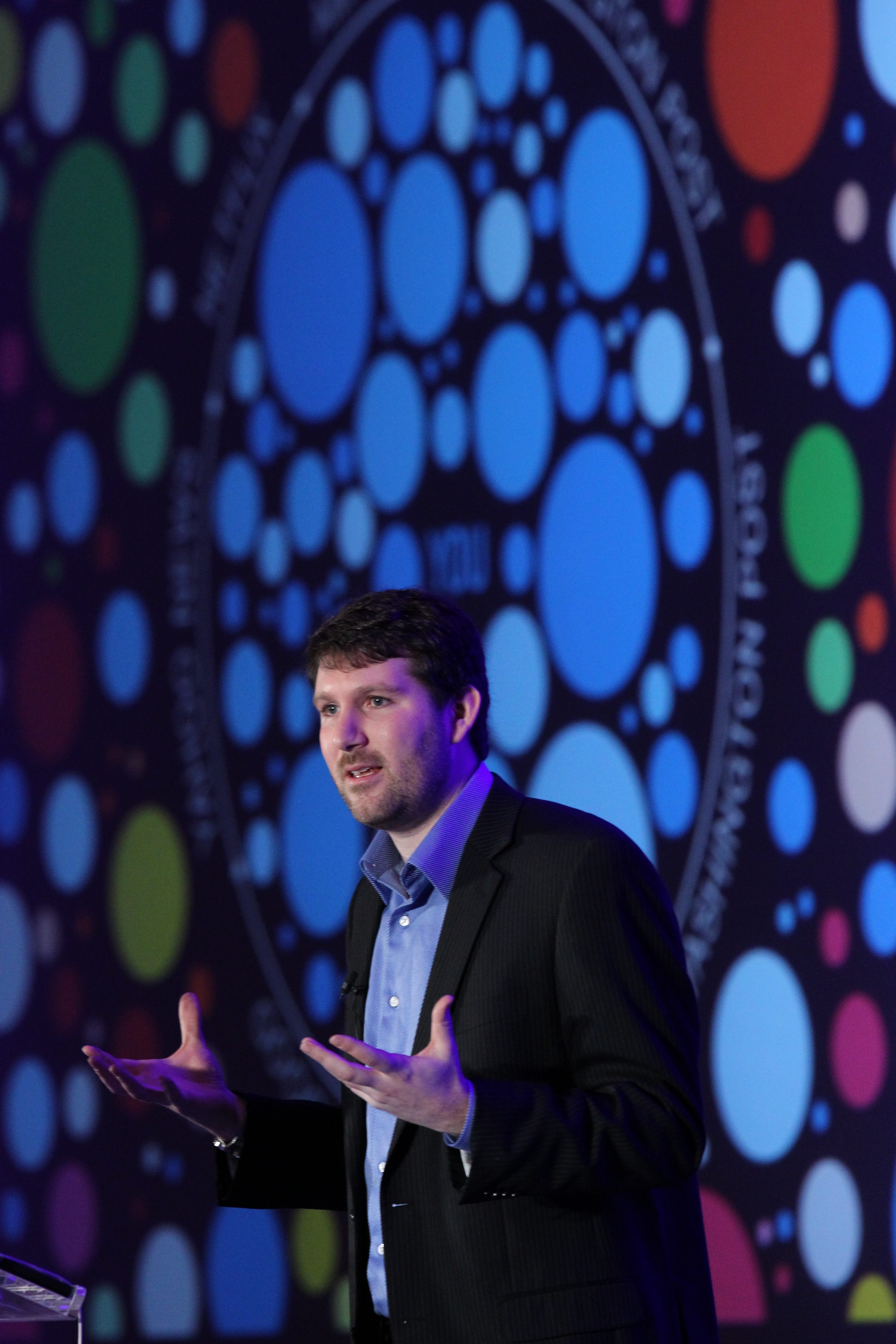
Eli Pariser, autor de "The filter bubble", a un seminari a Miami, Florida. Febrer de 2012

El filtre bombolla és el resultat d'una cerca personalitzada en la qual l'algoritme d'una pàgina web selecciona, a través de prediccions, la informació que a l'usuari li agradaria veure, basant-se en informació sobre ell mateix i en la seva interacció a la xarxa (recopilant elements com la localització, l'historial de cerques, els gustos, clics, etc.). Com a resultat, aparta als usuaris de la informació no alineada amb els seus punts de vista i els aïlla en bombolles ideològiques i culturals, per tal que aquests es trobin còmodes a la xarxa i la seva activitat online es perllongui.
El terme va ser introduït pel ciberactivista Eli Pariser. Segons Pariser, gràcies als filtres bombolla els usuaris són aïllats intel·lectualment en el seu propi biaix informatiu i tan sols reben la informació que els és favorable; d'aquesta manera estan menys exposats a punts de vista conflictius.
Eli Pariser demostra que una mateixa cerca introduïda en un buscador per dues persones diferents, genera resultats molt diferents per a una i per l'altra.
Això és perquè els gustos, coneixements i ideologia d'aquestes són diferents, i els resultats que reben s'ajusten als principis de cadascuna. Els mecanismes de filtres fan que sigui més fàcil per les persones rebre tan sols notícies d'aquells temes que els interessen i punts de vista amb què s'identifiquen.
Un exemple molt clar de filtres bombolla són els resultats de la cerca personalitzada de Google i el fil de notícies personalitzades de Facebook.
D'aquesta manera cada individu rep una visió particular del món, una pseudorealitat prèviament seleccionada i acomodada a cadascun d'ells, que encaixa amb les propies idees i punts de vista.
D'acord amb Pariser, el filtre bombolla pot tenir un impacte negatiu en el discurs cívic, però també trobem opinions contraries, que defensen que l'impacte és mínim i té solució.
La informació que rebem a través d'Internet, per tant, està adaptada exclusivament a cadascun de nosaltres. Els filtres bombolla són en definitiva, l'univers propi, personal i únic d'informació que cada individu viu a la xarxa. El que hi hagi filtres bombolla depèn de qui és un i del que un fa a la xarxa. La qüestió és que no decidim la informació que rebem i més important encara, no veiem qué és el que ens perdem.

## Concepte
El contingut multimèdia esdevé cada vegada més personalitzat. Abans de l’aparició dels mitjans digitals, els noticiaris en general, presentaven exactament el mateix contingut per a tots els usuaris. Ara, en teoria, les mateixes notícies d'un lloc web poden mostrar contingut personalitzat a cada usuari. Aquesta nova era d'Internet, tal com explica Pariser, s'inicia l'any 2009, quan Google i, conseqüentment, altres grans empreses digitals com Facebook, Netflix o Amazon, comencen a adaptar, cada vegada amb més precisió, els continguts oferts, en funció de les preferències de cada usuari.
Aquesta personalització ha generat preocupacions sobre el filtre bombolla.
El fet que la informació que rebem d'Internet estigui exclusivament adaptada a cadascú de nosaltres és el que s'anomena filtre bombolla.
Pariser defineix aquest fenomen com "l'ecosistema personal d'informació que ha estat proveït per algoritmes".
El filtre bombolla és el resultat d'un procés de personalització que ha anat recopilant els rastres d'informació que deixa cada usuari d'Internet (els clics, l'historial de cerques i la ubicació geogràfica, entre altres paràmetres).
Els filtres se serveixen d'aquestes eines i de l'anàlisi que aquests fan del comportament dels usuaris per oferir contingut atractiu i cada vegada més personalitzat.
L'historial de cerca es crea amb el temps, quan un usuari indica que un tòpic li interessa "donant clics a enllaços, veient amics, afegint pel·lícules a la llista de reproducció, llegint notícies" i altres.

## Efectes
Pariser adverteix que la part negativa de filtrar cerques és que "ens torna més tancats a idees i temes nous, i a informació important" i "crea la impressió de que els nostres interessos són els únics que existeixen".
A partir d'aquest fet, succeeixen dos fenòmens: d'una banda, l'usuari s'allunya de la informació amb la qual no simpatitza, aïllant-se en la seva bombolla ideològica (cambra d'eco), ja que tan sols consumeix contingut ajustat a les seves preferències personals. Això genera una pèrdua del sentit de la xarxa com a eina de crítica i exposició de la diversitat.
La cancellera Angela Merkel ho sentenciava en una conferència al 2016: «Els cercadors d'internet tenen un efecte distorsionador sobre la percepció». I Martí Petit, autor de Comunicació, xarxes i algoritmes, ho complementa afegint que la inconsciència d'aquest procés de filtratge, per part dels usuaris porta a que aquests es creguin que aquella és la vertadera realitat i que les seves cerques són objectives i universals, quan no és el cas, realment.
Segons Pariser, els efectes negatius dels filtres bombolla, inclouen el dany a la societat en general, en el sentit que tenen la capacitat de limitar la diversitat de contingut mediàtic a què la gent està exposada i, per tant, de "determinar el discurs cívic" i generar "ments tancades", promovent ciutadans més vulnerables a "propaganda i manipulació".
| «                                                                      | Un món construït a partir d'allò familiar és un món en què no hi ha res a aprendre | » |
| — Eli Pariser, The Filter Bubble: What the Internet is Hiding From You |                                                                                    |   |

Per tant, aquests veredictes posen en dubte l'eficàcia dels mitjans digitals i les xarxes com a recursos per adquirir amplis coneixements i punts de vista diversos. Marc Argemí, director de l'empresa de comunicació Sibilare, en descriu la paradoxa, evocant a les xarxes que sovint sembla que obren els navegants al món, però que alhora els reclou en allò ja conegut.
Pariser troba tres diferències fonamentals entre les "bombolles" creades per un lloc d'Internet i aquelles creades per un mitjà tradicional com un diari o un canal de televisió. La primera diferència és que la bombolla creada per un lloc d'internet aïlla a un sol individu, mentre que en la bombolla d'un mitjà tradicional es poden concentrar desenes, centenars o milers de persones. La segona és la invisibilitat: mentre que el públic sap o pot suposar la ideologia i les intencions darrere d'un mitjà de comunicació tradicional, li és impossible saber per què Google li va llançar la llista de resultats en la seva cerca; desconeix en primera instància quina és la imatge o perfil que el lloc d'internet s'ha format d'ell a partir del seu historial i la resta de criteris utilitzats per personalitzar la cerca. La tercera és la falta de llibertat asociada a les bombolles creades a Internet: mentre que les persones escullen sintonitzar un determinat canal de televisió o de ràdio, la majoria de les vegades la gent no sap com escapar al biaix que li presenta una cerca realitzada a la xarxa.

## Exemples
Es poden trobar filtres bombolla a:
- Google: filtra els resultats de cerca d'acord amb les consultes prèvies dels internautes i els links que aquests han seguit. Google rastreja més de 57 variables - la direcció IP, la marca de l'ordinador, la ubicació i el software son alguns exemples - per tal de determinar els resultats de cerca que serán més rellevants per cada persona. Allò "rellevant" correspon a allò en què la persona fa clic primer.[9][10]
- Bing: recopila dades de l'usuari.[11] Algunes d'aquestes dades són les consultes de cerques, la localització o la direcció IP, y demés informació sobre l'usuari i la seva interacció a la xarxa.[11]
- Yahoo!: utilitza la informació personal dels seus usuaris per tal de personalitzar la publicitat i el contingut que aquests reben. Yahoo! recopila informació personal de les persones que es registren a la pàgina, quan aquest utilitzen productes o serveis de la pàgina o visiten pàgines de Yahoo! o de certs socis de Yahoo! i al accedir a les seves ofertes o promocions,[12] a més d'informació sobre transaccions amb la companyia i amb els seus socis de negocis. Yahoo! registra automàticament la seva informació de l'ordinador i el navegador.[12]
- Facebook: ofereix els seus serveis, personalitza el contingut i proporciona suggerències per cada persona gràcies a l'ús que fa de la informació que es rastreja amb els clics dels usuaris, el que comparteixen i les persones amb qui interactuen, les accions i la informació d'altres persones que poden involucrar als usuaris, a més d'informació sobre els dispositius electrònics amb els que accedeixen a la web, informació de compres i transaccions dintre els serveis de Facebook, així com informació addicional proporcinada per socis de la companyia.[10][13]
- Twitter: els usuaris d'aquesta plataforma poden optar per proporcionar informació addicional per ajudar a Twitter a millorar i a personalitzar la seva experiència en els seus Serveis, el qual abarca contingut i anuncis. Aquesta informació inclou l'agenda de contactes, la ubicació, les cookies, les dades de registre i les dades de widgets.[14]
- Tumblr: els anuncis que apareixen depenen de la informació proporcionada a Tumblr i a Yahoo!. Obtenen aquestes dades a través de l'historial de cerques, les recomanacions dels amics dels usuaris, les aplicacions utilitzades o els interessos, l'edat, el gènere o la ubicació, entre d'altres.[15]
- YouTube: Google recopila informació per tal d'oferir videos en funció dels gustos de cada usuari. Recopila informació sobre els serveis que l'usuari utilitza i el mode en què els utilitza, com per exemple, els videos que mira de la plataforma de YouTube.[16]
- Google notícies: utilitza la informació que recull per oferir contingut personalitzat als usuaris, així com, resultats de cerques i anuncis rellevants.[16]

## Alternatives per contrarestar el biaix informatiu
Pariser creu que empreses com Facebook i Google haurien de fomentar els espais oberts i transparents de comunicació amb els usuaris, que permetin a més, l'exposició a idees diferents, mitjançant, per exemple, el control i la regulació de l'abast dels seus algoritmes. Per altra banda, els usuaris no tan sols haurien de saber com Facebook decideix que mostrar i que no, sino que la página hauria de permetre l'accés a totes les dades que tenen dels usuaris.
Des del pla de l'usuari, aquest també hauria de fer un esforç per tal de trobar noves idees, ja sigui buscant-les activament o enganyant als algoritmes al mostrar preferències per temes i punts de vista diferents. Una altra manera de fer-ho és borrar les cookies, utilitzar navegadors en mode d'incògnit i revisar o borrar les dades que els serveis tenen de nosaltres.

### Per part dels usuaris
Els usuaris poden realitzar diverses accions per tal d'explotar els seus filtres bombolla, tal com s'ha mencionat anteriorment, realitzant un esforç conscient per evaluar la informació que reben i mantenir un pensament crític respecte la varietat de contingut a què s'exposen. Aquest punt de vista sosté que els usuaris han de canviar la psicologia pel que fa a la seva manera de relacionar-se amb els mitjans. La classificació social i altres pràctiques discriminatòries atribuides a algoritmes que aprenen de les cerques son també una problemàtica que s'ha de tenir en compte a l'hora de fer una crítica sobre allò que els motors de cerca reprodueixen.

#### Casos i Eines d'expansió informativa per usuaris
Llocs web com AllSides o HiFromTheOtherSide tenen com a objectiu exposar als lectors a diferents perspectives amb contingut divers, donant opurtunitats de contradir les nostres creences i opinions.
Per altra banda, també existeixen aplicacions destinades a trencar el biaix informatiu, com Read Across the Aisle, una aplicació de notícies que revela si els usuaris llegeixen o no diverses fonts noves que inclouen múltiples perspectives. Quan els usuaris tan sols llegeixen les notícies des d'una perspectiva, l'aplicació els ho comunica, per tal de convidar-los a explorar noves fonts d'informació amb opinions i punts de vista oposats.
| «                   | Sens dubte, hi ha una responsabilitat individual per buscar realment noves fonts i persones que no siguin com tu. Com més fas això, més evadeixes aquests filtres. | » |
| — Eli Pariser, TIME | |   |

Una altra alternativa, enfocada al consum de publicitat personalitzada, és la possibilitat dels usuaris de bloquejar-les al eliminar el seu historial de cerca, desactivar els anuncis segmentats o descarregar extensions del navegador tals com AdBlock o, extensions que promoguin la debilitació dels filtres bombolla. Extensions com Escape your Bubble per Google Chrome tenen com a objectiu principal ajudar els usuaris a evitar l'exposició selectiva, mentre que les extensions de Mozilla Firefox com Lightbeam i les cookies autodestructives permeten als internautes visualitzar el procediment de seguiment de les seves dades. També existeixen motors de cerca anònims o no personalitzats com YaCy, Duckduckgo o StartPage, que eviten que les empreses recopilin dades de les cerques dels usuaris.

### Per part de les empreses
Les empreses de mitjans digitals han de ser capaces de formar espais de transparència per tal que els usuaris accedeixin a altres tipus de continguts, sense centrar-se en allò mercantil de l'espai mediàtic, ja que el consum no pot estar influenciat tan sols pel que convé econòmicament, sinó que també ha d'estar exposat com una possibilitat de coneixement i exposició de pluralitat de mirades i realitats diferents.

## Ética Digital
Rais Busom en el seu article titulat "Prolegòmens per una ètica digital" descriu una sèrie de qüestions per pensar en una ètica digital. Aquest punt de partida pot contribuir a pensar les relacions que hem d'anteposar per pensar els filtres bombolla i les accions front a altres usuaris o els continguts que rebutjem.
L'autor estableix una sèrie de principis en els quals es basa l'ètica digital:
1. Responsabilitat: l'ètica digital ha de ser plantejada com un deure i no un dret.
2. Universalitat Dinàmica: la col·laboració d'un món digital té un caràcter universal, per tant, un grup té la responsabilitat de l'acció de les seves parts.
3. Autodeterminació Digital: aquest punt fa referència a la llibertat digital, definida per l'acció col·lectiva. La llibertat de la col·lectivitat d'un grup ha de ser lliure també per establir les seves propies normes.
4. Racionalitat Pràctica: la raó ha de ser la base per establir comportaments i prendre decisions.
5. Intersubjectivitat: com la subjectivitat de molts individus, els quals en col·lectivitat formen una intersubjectivitat.

Un cop establerts aquests principis, s'infereixen deures digitals com:
1. Deure de connexió: és un deure l'estar connectat.
2. Deure de transparència: és un deure la traceabilitat transparent dels nostres actes.
3. Deure d'ecuanimitat: l'aspecte més social d'aquesta ètica és la necessitat d'assegurar les mateixes oportunitats i condicions per tothom.
4. Deure de participació: la participació col·lectiva i individual han de ser garants de perdurabilitat.
5. Deure de protecció: ajudar, escoltar i mantenir el respecte cap a l'altre.

Es planteja a l'usuari una nova dicotomia de consum de mitjans digitals: des d'un punt de vista ètic i crític es pot generar un espai de conversa i per altra banda, un espai per qüestionar-se que deliberi en pensaments oberts sobre qüestions que poden entorpir una comunicació efectiva entre usuaris, que en definitiva, son ciutadans d'una societat.